# Чемпіонат світу з футболу 2018 (кваліфікаційний раунд, УЄФА, група H)
Кваліфікаційний раунд чемпіонату світу з футболу 2018 в зоні УЄФА у Групі H визначив учасника ЧС-2018 у Росії від УЄФА.
Після жеребкування, яке відбулося 25 липня 2015 року у Санкт-Петербурзі, до групи H потрапили 5 збірних. Однак, після прийняття конгресом ФІФА до організації футбольних федерацій Косова та Гібралтару їм обом було надане право для участі у відборі до Чемпіонату світу 2018 року. У свою чергу УЄФА ухвалила рішення про розведення збірних Боснії і Герцеговини та Косова у відборі з міркувань безпеки, через що збірна Гібралтару потрапила до групи H, а збірна Косова — до групи I.

## Турнірна таблиця
| М  | Команда              | І  | В | Н | П  | МЗ | МП | РМ  | О  |
| -- | -------------------- | -- | - | - | -- | -- | -- | --- | -- |
| 1. | Бельгія              | 10 | 9 | 1 | 0  | 43 | 6  | +37 | 28 |
| 2. | Греція               | 10 | 5 | 4 | 1  | 17 | 6  | +11 | 19 |
| 3. | Боснія і Герцеговина | 10 | 5 | 2 | 3  | 24 | 13 | +11 | 17 |
| 4. | Естонія              | 10 | 3 | 2 | 5  | 13 | 19 | −6  | 11 |
| 5. | Кіпр                 | 10 | 3 | 1 | 6  | 9  | 18 | −9  | 10 |
| 6. | Гібралтар            | 10 | 0 | 0 | 10 | 3  | 47 | −44 | 0  |

## Розклад матчів

### 1 тур
| 6 вересня 2016 20:45 (20:45 UTC+2) |

| Боснія і Герцеговина                                          | 5 – 0       | Естонія |
| ------------------------------------------------------------- | ----------- | ------- |
| Спахич 7', 90+2' Джеко 23' (пен.) Медуньянін 71' Ібішевич 83' | Звіт(англ.) |         |

| Биліно поле, Зениця Глядачів: 13 632 Арбітр: Мирослав Зелінка (Чехія) |

| 6 вересня 2016 20:45 (21:45 UTC+3) |

| Кіпр | 0 – 3       | Бельгія                      |
| ---- | ----------- | ---------------------------- |
|      | Звіт(англ.) | Лукаку 13', 61' Карраско 81' |

| «ГСП», Нікосія Глядачів: 12 029 Арбітр: Фелікс Цваєр (Німеччина) |

| 6 вересня 2016 20:45 (20:45 UTC+2) |

| Гібралтар  | 1 – 4       | Греція                                                     |
| ---------- | ----------- | ---------------------------------------------------------- |
| Волкер 26' | Звіт(англ.) | Мітроглу 10' Вайсман 44' (аг) Фортуніс 45' Торосідіс 45+2' |

| Алгарве, Лоуле-Фару (Португалія) Глядачів: 460 Арбітр: Якоб Кехлет (Данія) |

### 2 тур
| 7 жовтня 2016 20:45 (20:45 UTC+2) |

| Бельгія                                                 | 4 – 0       | Боснія і Герцеговина |
| ------------------------------------------------------- | ----------- | -------------------- |
| Спахич 26' (аг) Азар 29' Алдервейрелд 60' Р. Лукаку 79' | Звіт(англ.) |                      |

| Стадіон короля Бодуена, Брюссель Арбітр: Мартін Аткінсон (Англія) |

| 7 жовтня 2016 20:45 (21:45 UTC+3) |

| Естонія                                        | 4 – 0       | Гібралтар |
| ---------------------------------------------- | ----------- | --------- |
| Кяйт 47', 70' Васильєв 52' Сергій Мошников 88' | Звіт(англ.) |           |

| А. Ле Кок Арена, Таллінн Арбітр: Олексій Єськов (Росія) |

| 7 жовтня 2016 20:45 (21:45 UTC+3) |

| Греція                    | 2 – 0       | Кіпр |
| ------------------------- | ----------- | ---- |
| Мітроглу 12' Манталос 42' | Звіт(англ.) |      |

| Георгіос Караїскакіс, Пірей Арбітр: Павел Краловець (Чехія) |

### 3 тур
| 10 жовтня 2016 20:45 (20:45 UTC+2) |

| Боснія і Герцеговина | 2 – 0       | Кіпр |
| -------------------- | ----------- | ---- |
| Джеко 70', 81'       | Звіт(англ.) |      |

| Биліно поле, Зениця Арбітр: Хав'єр Естрада Фернандес (Іспанія) |

| 10 жовтня 2016 20:45 (21:45 UTC+3) |

| Естонія | 0 – 2       | Греція                      |
| ------- | ----------- | --------------------------- |
|         | Звіт(англ.) | Торосідіс 2' Стафілідіс 61' |

| А. Ле Кок Арена, Таллінн Арбітр: Іштван Вад (Угорщина) |

| 10 жовтня 2016 20:45 (20:45 UTC+2) |

| Гібралтар | 0 – 6       | Бельгія                                               |
| --------- | ----------- | ----------------------------------------------------- |
|           | Звіт(англ.) | Бентеке 1', 43', 56' Вітсель 19' Мертенс 51' Азар 79' |

| Алгарве, Лоуле-Фару (Португалія) Арбітр: Павел Рачковський (Польща) |

### 4 тур
| 13 листопада 2016 20:45 (20:45 UTC+1) |

| Бельгія                                                                               | 8 – 1       | Естонія   |
| ------------------------------------------------------------------------------------- | ----------- | --------- |
| Меньє 8' Мертенс 16', 68' Е. Азар 25' Карраско 62' Клаван 64' (аг) Р. Лукаку 83', 88' | Звіт(англ.) | Аніер 29' |

| Стадіон короля Бодуена, Брюссель Глядачів: 37 128 Арбітр: Александру Тудор (Румунія) |

| 13 листопада 2016 20:45 (21:45 UTC+2) |

| Кіпр                              | 3 – 1       | Гібралтар       |
| --------------------------------- | ----------- | --------------- |
| Лайфіс 29' Сотіріу 65' Сіеліс 87' | Звіт(англ.) | Лі Каск'яро 51' |

| «ГСП», Нікосія Глядачів: 3 151 Арбітр: Аліяр Агаєв (Азербайджан) |

| 13 листопада 2016 20:45 (21:45 UTC+2) |

| Греція         | 1 – 1       | Боснія і Герцеговина |
| -------------- | ----------- | -------------------- |
| Тзавелас 90+5' | Звіт(англ.) | П'янич 32'           |

| Георгіос Караїскакіс, Пірей Глядачів: 20 075 Арбітр: Йонас Ерікссон (Швеція) |

### 5 тур
| 25 березня 2017 18:00 (18:00 UTC+1) |

| Боснія і Герцеговина                                   | 5 – 0                   | Гібралтар |
| ------------------------------------------------------ | ----------------------- | --------- |
| Ібішевич 4', 43' Вршаєвич 52' Вишча 56' Бичакчич 90+4' | Звіт (FIFA) Звіт (UEFA) |           |

| Биліно поле, Зениця Арбітр: Свен-Екрік Едвартсен |

| 25 березня 2017 18:00 (19:00 UTC+2) |

| Кіпр | 0 – 0                   | Естонія |
| ---- | ----------------------- | ------- |
|      | Звіт (FIFA) Звіт (UEFA) |         |

| «ГСП», Нікосія Арбітр: Вілле Невалайнен (Фінляндія) |

| 25 березня 2017 20:45 (20:45 UTC+1) |

| Бельгія       | 1 – 1                   | Греція       |
| ------------- | ----------------------- | ------------ |
| Р. Лукаку 89' | Звіт (FIFA) Звіт (UEFA) | Мітроглу 46' |

| Стадіон короля Бодуена, Брюссель Арбітр: Фелікс Брих (Німеччина) |

### 6 тур
| 9 червня 2017 20:45 (20:45 UTC+2) |

| Боснія і Герцеговина | 0 – 0                   | Греція |
| -------------------- | ----------------------- | ------ |
|                      | Звіт (FIFA) Звіт (UEFA) |        |

| Биліно поле, Зениця Глядачів: 11,000 Арбітр: Нікола Ріццолі (Італія) |

| 9 червня 2017 20:45 (21:45 UTC+3) |

| Естонія | 0 – 2                   | Бельгія               |
| ------- | ----------------------- | --------------------- |
|         | Звіт (FIFA) Звіт (UEFA) | Мертенс 31' Шадлі 86' |

| А. Ле Кок Арена, Таллінн Глядачів: 10,000 Арбітр: Джон Бітон (Шотландія) |

| 9 червня 2017 20:45 (20:45 UTC+2) |

| Гібралтар    | 1 – 2                   | Кіпр                             |
| ------------ | ----------------------- | -------------------------------- |
| Ернандес 30' | Звіт (FIFA) Звіт (UEFA) | Р. Чиполіна 10' (аг) Сотіріу 87' |

| Алгарве, Лоуле-Фару (Португалія) Глядачів: 488 Арбітр: Ніколай Попов (Болгарія) |

### 7 тур
| 31 серпня 2017 20:45 (20:45 UTC+2) |

| Бельгія                                                                          | 9 – 0       | Гібралтар |
| -------------------------------------------------------------------------------- | ----------- | --------- |
| Мертенс 16' Меньє 18', 61', 67' Лукаку 21', 38', 82' (пен.) Вітсель 27' Азар 45' | Звіт (UEFA) |           |

| Моріс Дюфрасн, Льєж Глядачів: 24,050 Арбітр: Ніл Дойл (Ірландія) |

| 31 серпня 2017 20:45 (21:45 UTC+3) |

| Кіпр                               | 3 – 2                   | Боснія і Герцеговина |
| ---------------------------------- | ----------------------- | -------------------- |
| Хрістофі 65' Лабан 67' Сотіріу 76' | Звіт (FIFA) Звіт (UEFA) | Шуніч 33' Вишча 44'  |

| ГСП, Нікосія Глядачів: 4,143 Арбітр: Андре Маррінер (Англія) |

| 31 серпня 2017 20:45 (21:45 UTC+3) |

| Греція | 0 – 0                   | Естонія |
| ------ | ----------------------- | ------- |
|        | Звіт (FIFA) Звіт (UEFA) |         |

| Георгіос Караїскакіс, Пірей Глядачів: 12,379 Арбітр: Ліран Ліані (Ізраїль) |

### 8 тур
| 3 вересня 2017 18:00 (19:00 UTC+3) |

| Естонія    | 1 – 0                   | Кіпр |
| ---------- | ----------------------- | ---- |
| Кяйт 90+2' | Звіт (FIFA) Звіт (UEFA) |      |

| А. Ле Кок Арена, Таллінн Глядачів: 5,491 Арбітр: Адріен Жаккотте (Швейцарія) |

| 3 вересня 2017 20:45 (21:45 UTC+3) |

| Греція   | 1 – 2                   | Бельгія                  |
| -------- | ----------------------- | ------------------------ |
| Зека 73' | Звіт (FIFA) Звіт (UEFA) | Вертонген 70' Лукаку 74' |

| Георгіос Караїскакіс, Пірей Глядачів: 29,465 Арбітр: Шимон Марциняк (Польща) |

| 3 вересня 2017 20:45 (20:45 UTC+2) |

| Гібралтар | 0 – 4       | Боснія і Герцеговина               |
| --------- | ----------- | ---------------------------------- |
|           | Звіт (UEFA) | Джеко 35', 85' Кодро 65' Лулич 83' |

| Алгарве, Лоуле-Фару (Португалія) Глядачів: 805 Арбітр: Торвальдур Арнасон (Ісландія) |

### 9 тур
| 7 жовтня 2017 20:45 (20:45 UTC+2) |

| Гібралтар | 0 – 6       | Естонія                                        |
| --------- | ----------- | ---------------------------------------------- |
|           | Звіт (UEFA) | Луц 10' Кяйт 30' Зеньов 38' Тамм 52', 66', 77' |

| Алгарве, Лоуле-Фару (Португалія) Глядачів: 750 Арбітр: Фран Йович (Хорватія) |

| 7 жовтня 2017 18:00 (18:00 UTC+2) |

| Боснія і Герцеговина                | 3 – 4                   | Бельгія                                         |
| ----------------------------------- | ----------------------- | ----------------------------------------------- |
| Медуньянін 30' Вишча 39' Джумич 82' | Звіт (FIFA) Звіт (UEFA) | Меньє 4' Батшуаї 59' Вертонген 68' Карраско 84' |

| Ґрбавіца, Сараєво Глядачів: 9,657 Арбітр: Вільям Каллам (Шотландія) |

| 7 жовтня 2017 20:45 (21:45 UTC+3) |

| Кіпр        | 1 – 2                   | Греція                   |
| ----------- | ----------------------- | ------------------------ |
| Сотіріу 17' | Звіт (FIFA) Звіт (UEFA) | Мітроглу 25' Тзиоліс 26' |

| ГСП, Нікосія Глядачів: 7,222 Арбітр: Альберто Ундіано Мальєнко (Іспанія) |

### 10 тур
| 10 жовтня 2017 20:45 (20:45 UTC+2) |

| Бельгія                                        | 4 – 0                   | Кіпр |
| ---------------------------------------------- | ----------------------- | ---- |
| Е. Азар 12', 63' (пен.) T. Азар 52' Лукаку 78' | Звіт (FIFA) Звіт (UEFA) |      |

| Стадіон короля Бодуена, Брюссель Глядачів: 37,765 Арбітр: Лука Банті (Італія) |

| 10 жовтня 2017 20:45 (21:45 UTC+3) |

| Естонія     | 1 – 2                   | Боснія і Герцеговина |
| ----------- | ----------------------- | -------------------- |
| Антонов 75' | Звіт (FIFA) Звіт (UEFA) | Хайрович 48', 84'    |

| А. Ле Кок Арена, Таллінн Глядачів: 4,967 Арбітр: Владислав Безбородов (Росія) |

| 10 жовтня 2017 20:45 (21:45 UTC+3) |

| Греція                                       | 4 – 0       | Гібралтар |
| -------------------------------------------- | ----------- | --------- |
| Торосідіс 32' Мітроглу 61', 63' Янніотас 78' | Звіт (UEFA) |           |

| Георгіос Караїскакіс, Пірей Глядачів: 12,739 Арбітр: Георгі Круашвілі (Грузія) |

## Бомбардири
11 голів
- Ромелу Лукаку

6 голів
- Еден Азар
- Константінос Мітроглу

5 голів
- Дріс Мертенс
- Тома Меньє
- Едін Джеко